# Artasjat
För den antika armeniska staden Artasjat, se Artasjat (huvudstad)
Artasjat (armeniska: Արտաշատ), tidigare Ghamarlu (Ղամարլու; ryska: Камарлу: Kamarlu), är sedan 1962 en stad i Araratprovinsen, 30 km sydöst om huvudstaden Jerevan i Armenien. Den nuvarande staden fick 1945 fick sitt namn efter den antika armeniska huvudstaden Artasjat, som låg åtta kilometer söderut.
Artasjat har 25 300 invånare. 

## Bildgalleri

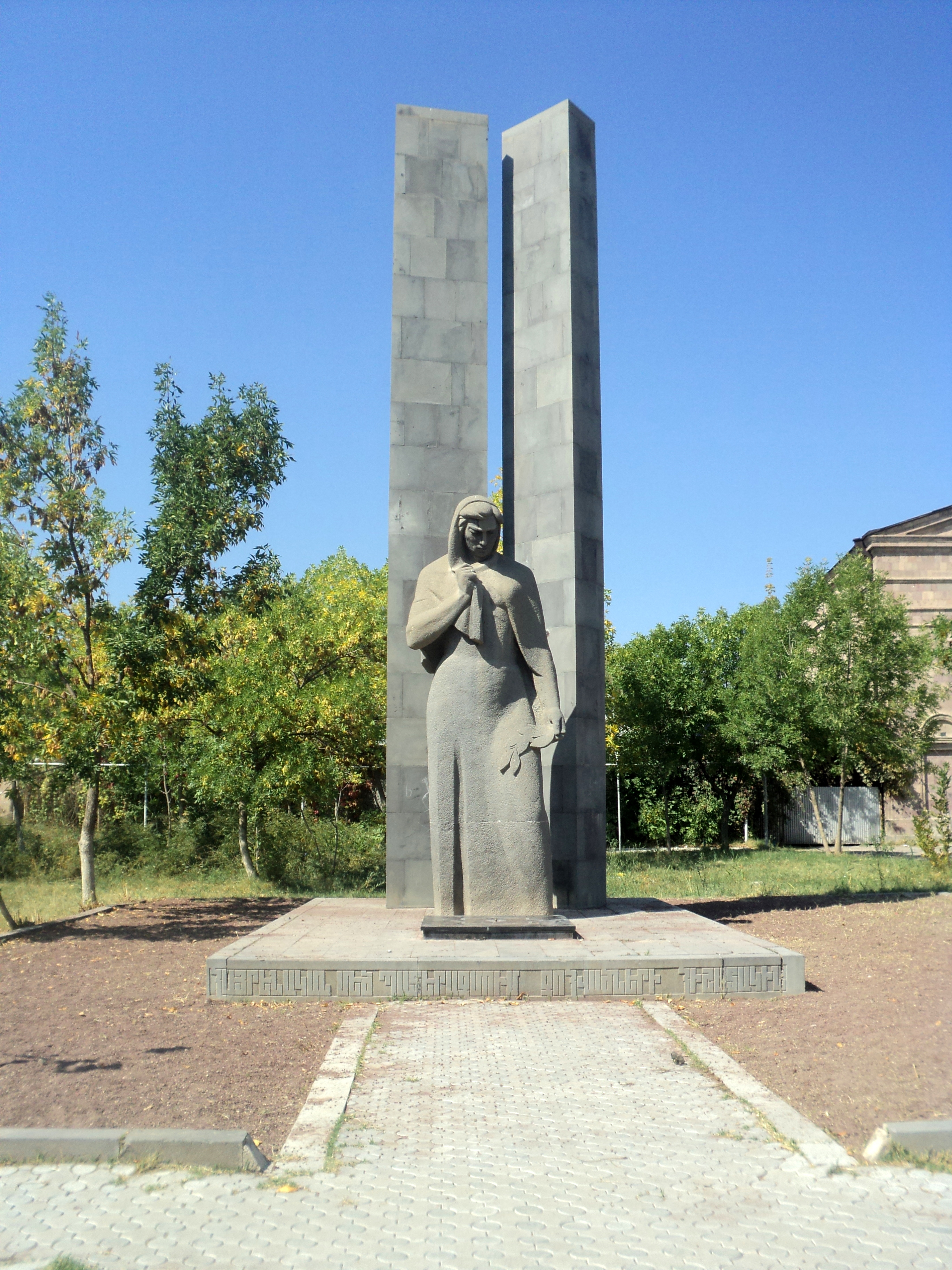
Minnesmärke över andra världskriget
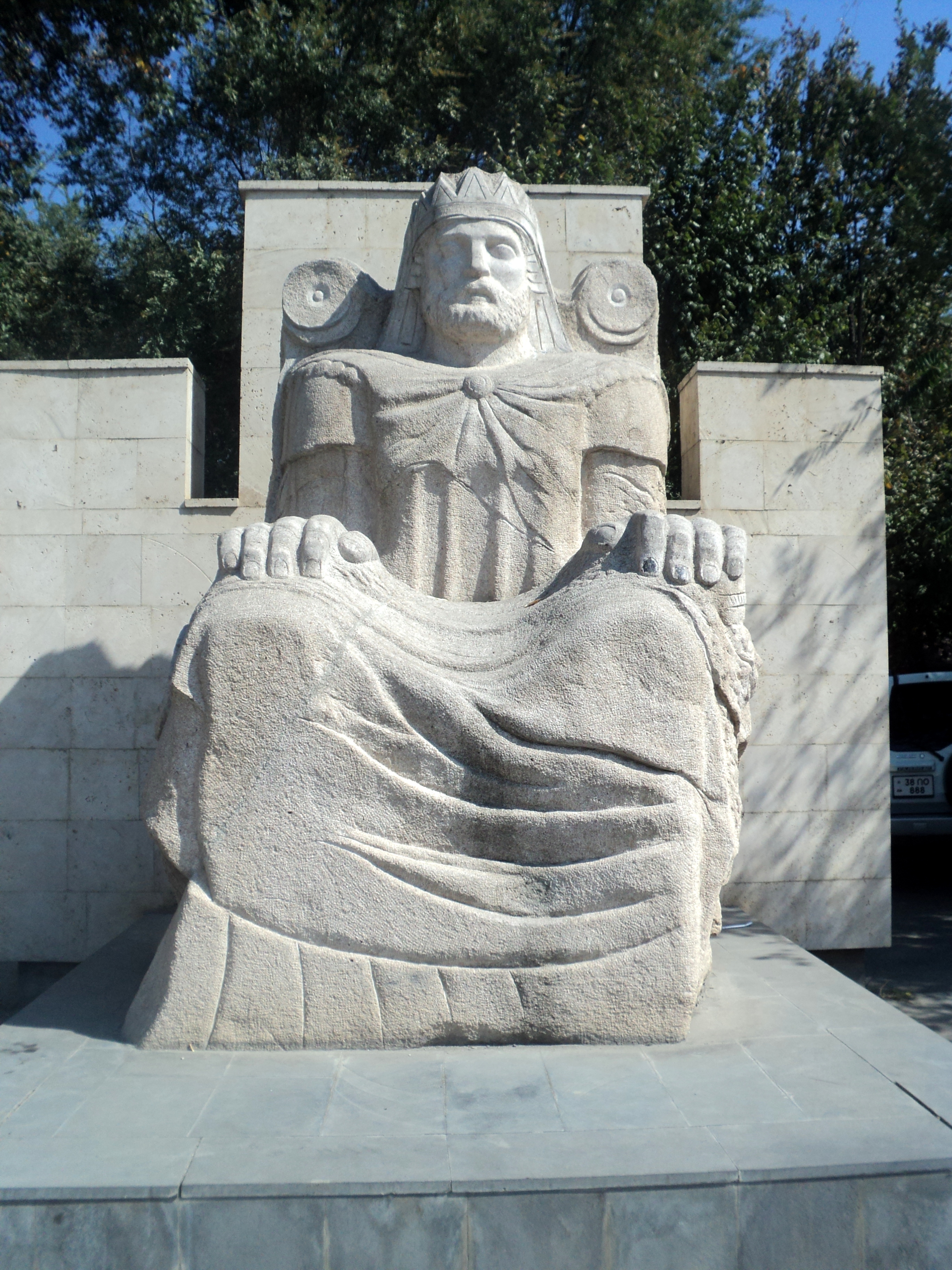
Monumentet över Tigranes den store
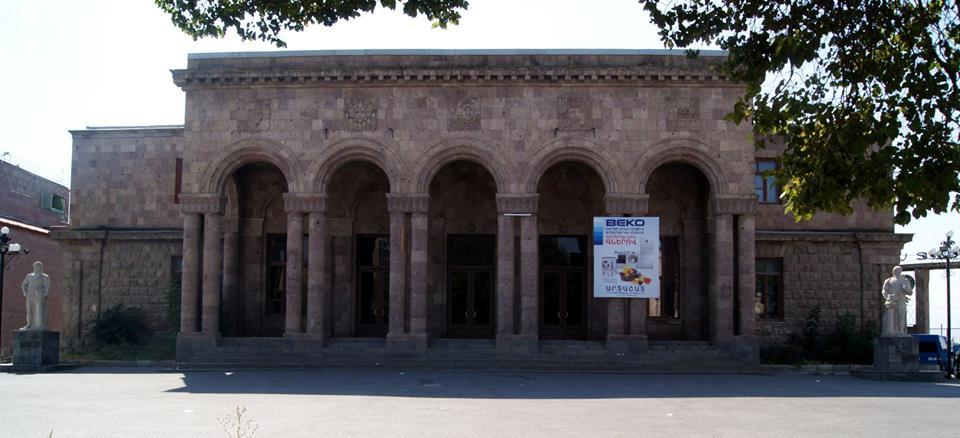
Artasjats teater